# Phare des Baleines
Phare des Baleines (deutsch: Leuchtturm der Wale) heißt ein zwischen 1849 und 1854 erbauter Leuchtturm auf der atlantischen Insel Île de Ré. Er gehört zur Gemeinde Saint-Clément-des-Baleines und ersetzt einen noch bestehenden Leuchtturm desselben Namens, den Vauban erbauen ließ. Seinen Namen verdankt er dem Umstand, dass in der Vergangenheit häufiger Wale an diesem Punkt strandeten.

## Beschreibung und Geschichte
Die Inbetriebnahme des nach Plänen des Architekten Léonce Reynaud entworfenen Leuchtturms erfolgte im Jahre 1854. Mit seinen 57 Metern ist er doppelt so hoch wie der drei Kilometer vor der Insel auf einem Felsen erbaute, maritime Phare des Baleineaux. Der Zugang zur Plattform erfolgt über eine 257-stufige Wendeltreppe. Die Lichtanlage des neuen Turms wurde im Winter 2010 komplett restauriert.
Im Jahr 2001 bekam die Privatgesellschaft Patrimoine Océan den Zuschlag die Anlage touristisch zu erschließen. In der Folge wurde der alte 29 Meter hohe massive Turm aus dem Jahre 1682 in den Jahren 2006/2007 restauriert und mit einem neu errichteten Museum ergänzt. Die permanente Ausstellung steht unter dem Motto „Leuchttürme sind kein Hexenwerk“. Pro Jahr wird die Anlage von etwa 160.000 Personen besucht, wobei auch Führungen angeboten werden. Die Befeuerung mit einer Tragweite von ca. 50 Kilometern ist immer noch in Betrieb.
Der alte Leuchtturm wird seit dem 22. Juni 1904, der neue seit dem 15. April 2011 als historisches Monument Frankreichs geführt.

Neuer Turm
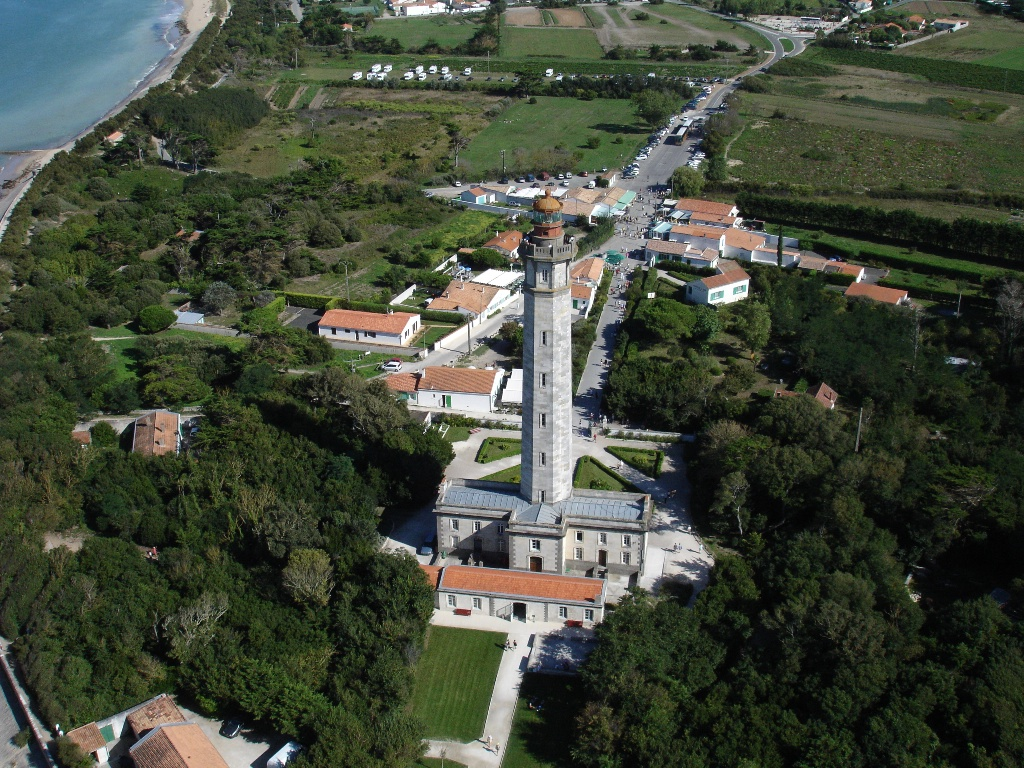
Luftaufnahme
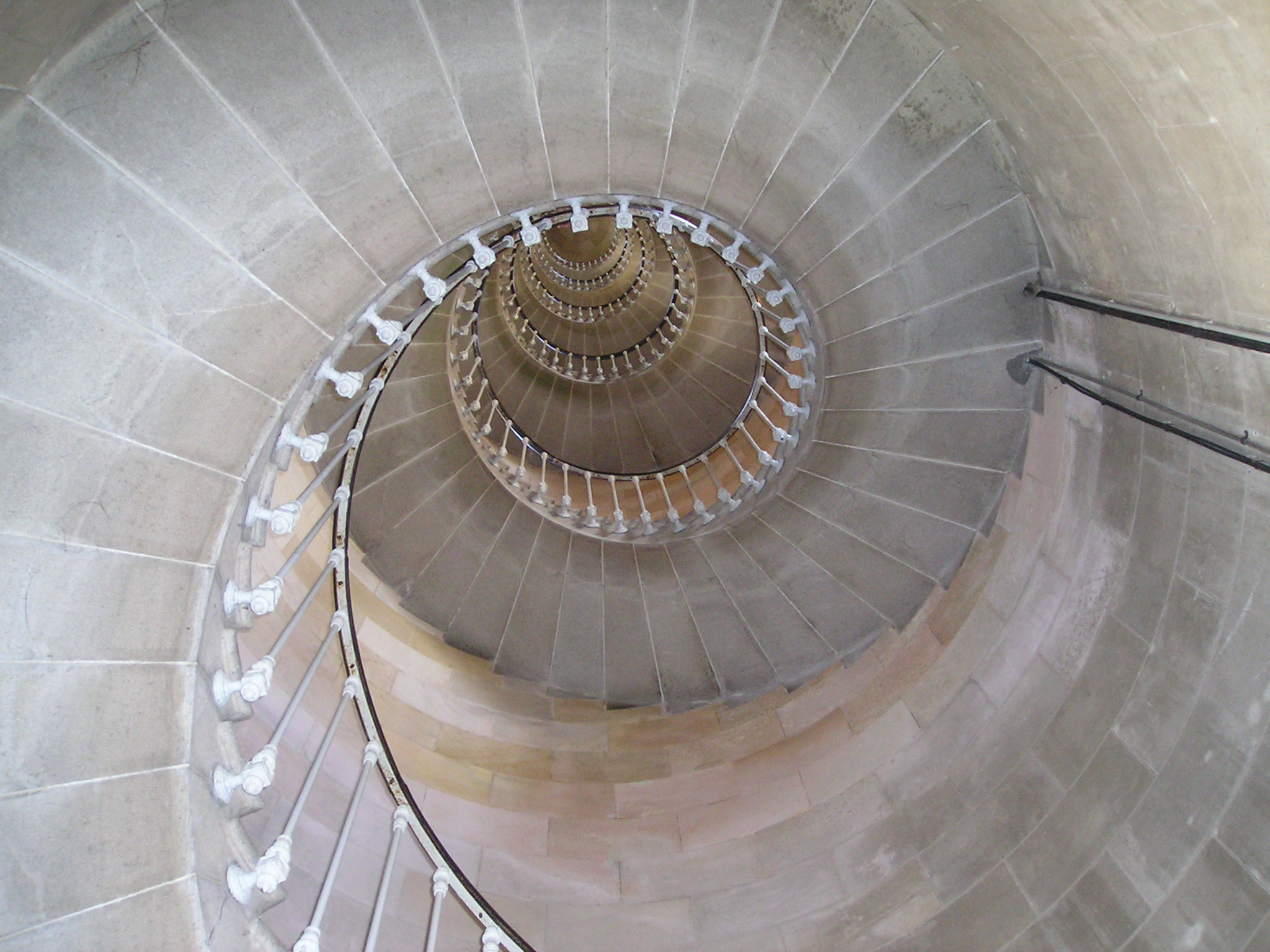
Wendeltreppe im Inneren
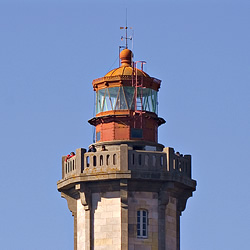
Lichtanlage
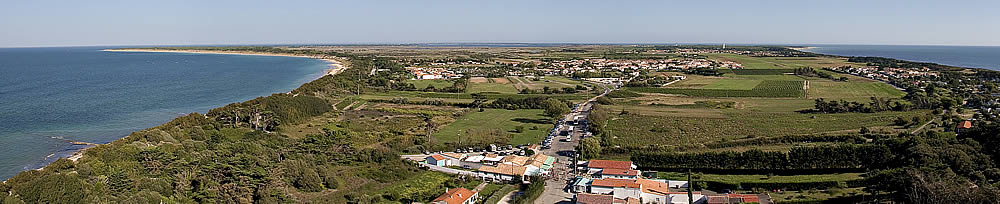
Aussicht von der Plattform

Alter Turm
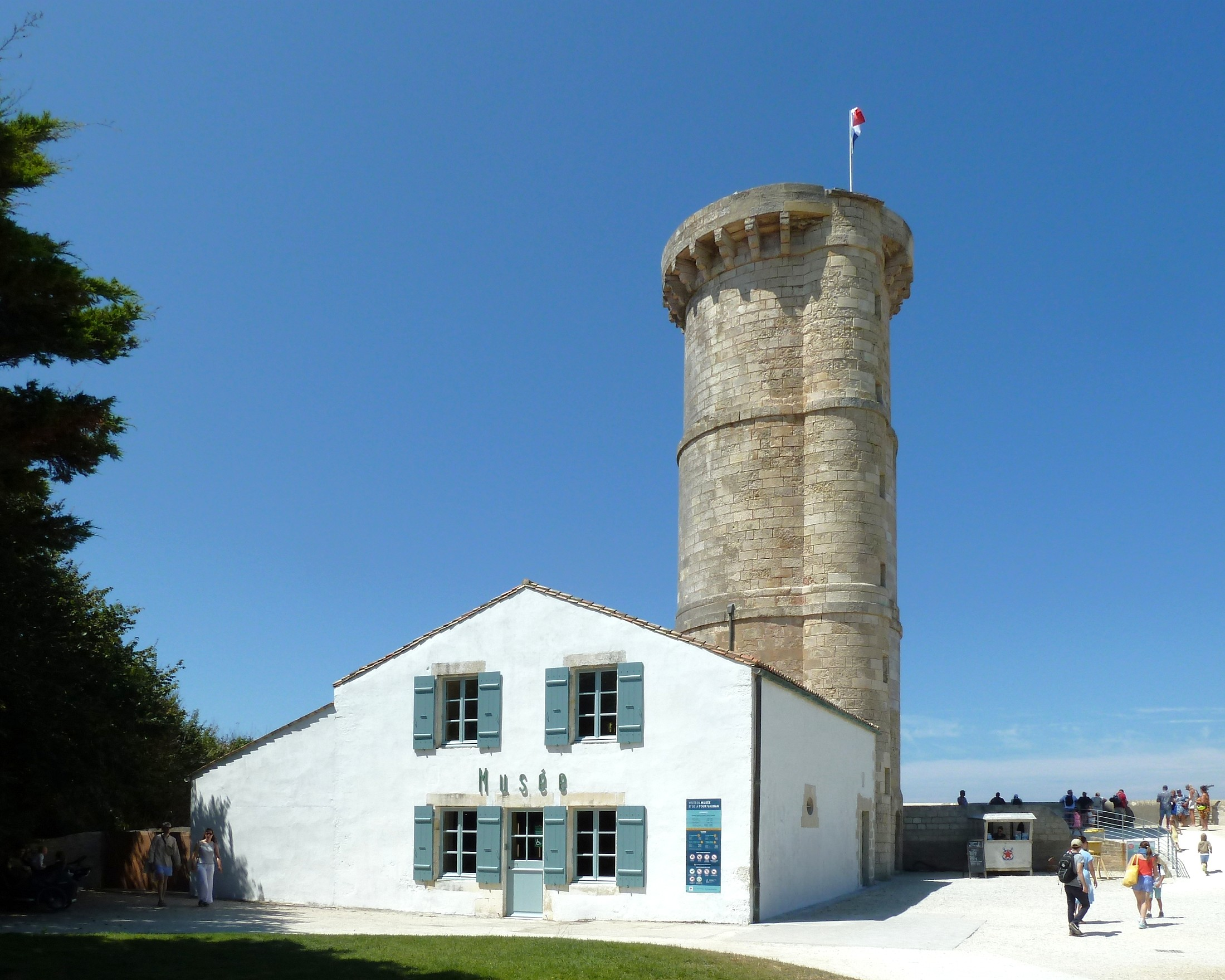
Alter Leuchtturm mit Museum
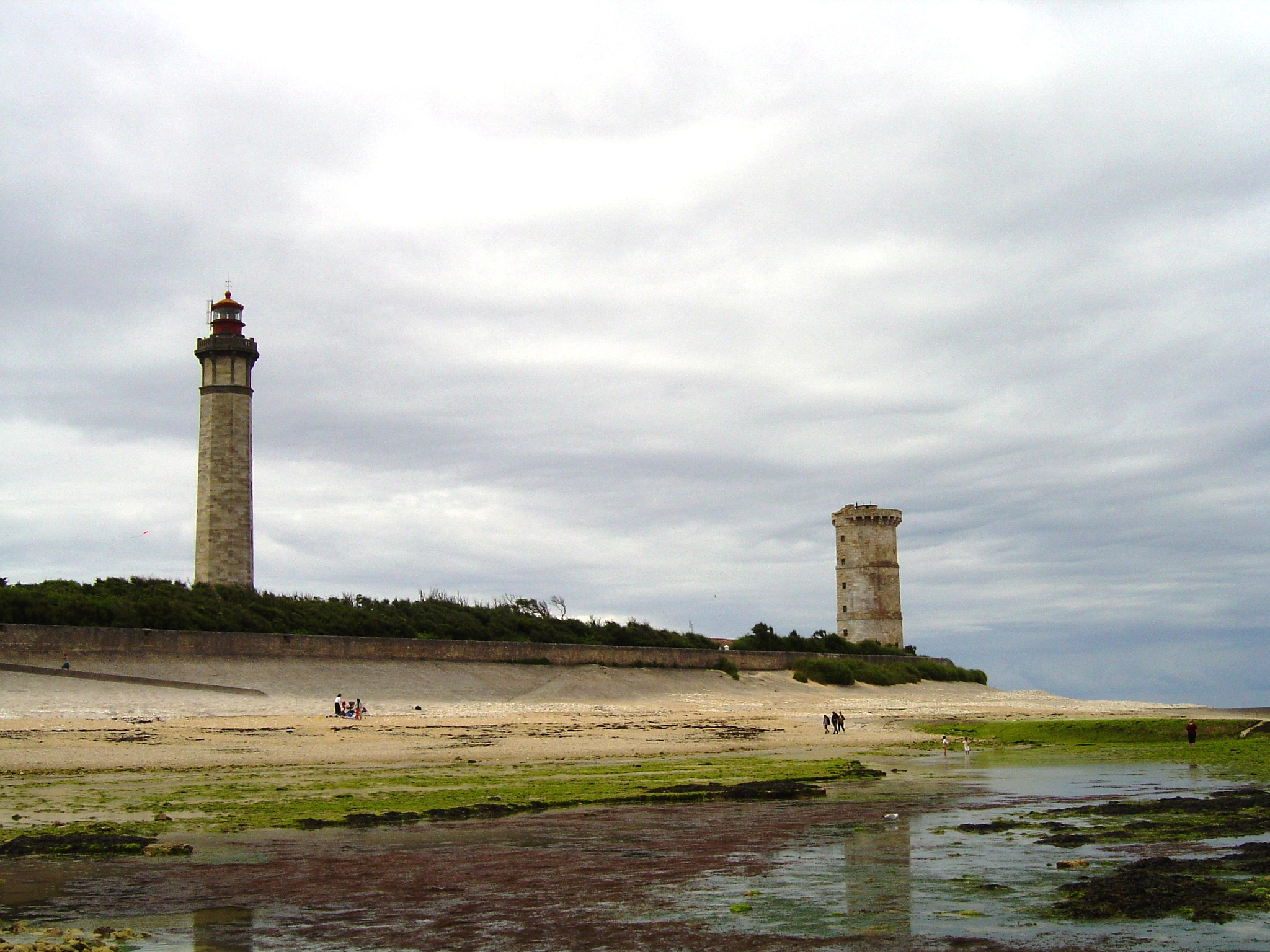
Neuer und alter Turm
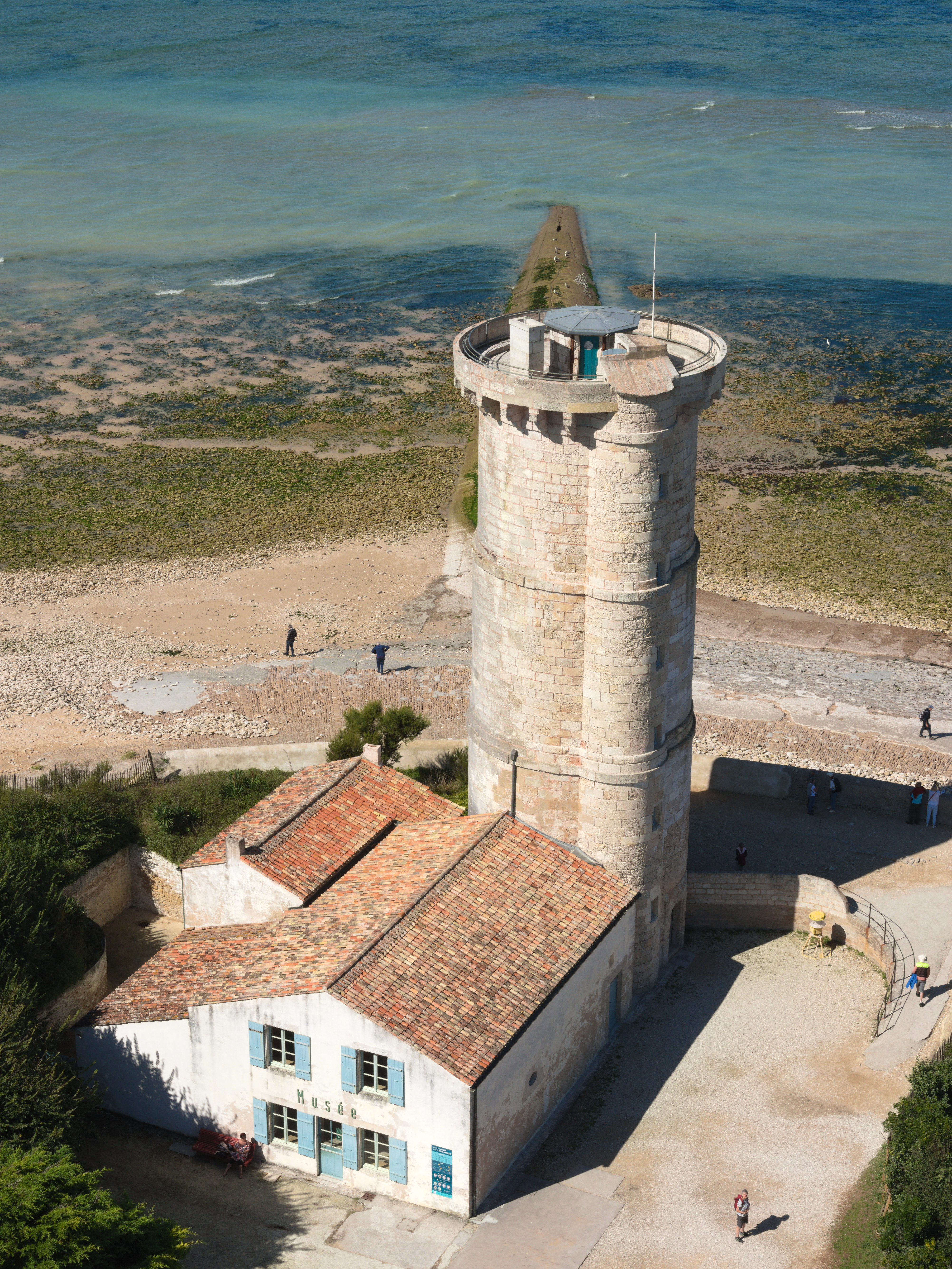
Blick vom neuen auf den alten Turm